# Matrimonio infantil

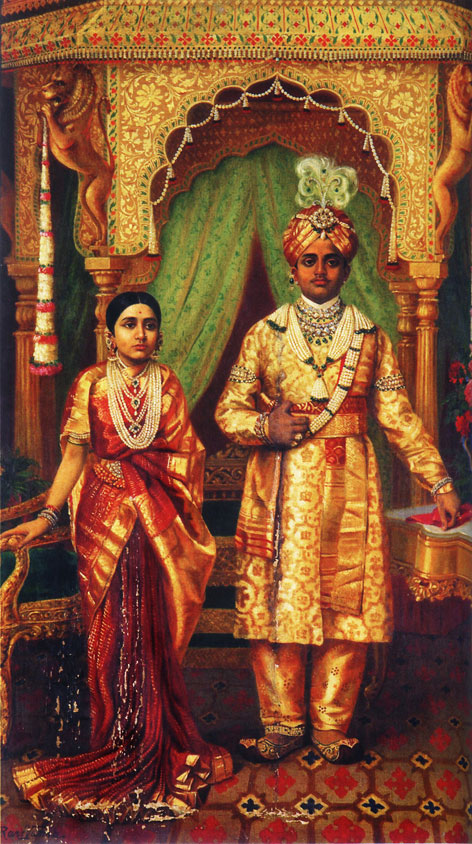
En 1900, Rana Prathap Kumari, de 12 años, se casó con Krishnaraja Wadiyar IV, de 16 años. Dos años más tarde, fue reconocido como el maharajá de Mysore en la India británica.

El matrimonio infantil es un matrimonio formal o unión informal contraída por una persona menor de edad, especificada por varias organizaciones como UNICEF.

## Descripción
La edad legal para contraer matrimonio de muchos países es menor a los 18 años, especialmente en el caso de las niñas; e incluso cuando la mayoría de edad se establece en  los 18 años, muchas legislaciones permiten el matrimonio temprano con el consentimiento de los padres o en circunstancias específicas, como en el caso del embarazo adolescente. En ciertos países, incluso cuando la edad legal para contraer matrimonio es 18 años, las tradiciones culturales tienen prioridad sobre la ley. El matrimonio infantil viola los derechos de los niños; afecta a niños y niñas, pero es más común entre las niñas. Pero también afecta a los niños varones. El matrimonio infantil suele tener consecuencias negativas a largo plazo. Según varias agencias de la ONU, la educación sexual integral puede prevenir este fenómeno.
El matrimonio infantil está relacionado con el compromiso matrimonial e incluye la convivencia y matrimonios prematuros aprobados por un tribunal después del embarazo adolescente. En muchos casos, solo uno de la pareja es menor, generalmente una niña. Las causas de los matrimonios infantiles incluyen la pobreza, dote, las tradiciones culturales, leyes que permiten los matrimonios infantiles, presiones sociales y religiosas, las costumbres regionales, el temor a la soltería y el analfabetismo.
El matrimonio infantil tiene consecuencias duraderas en las niñas que duran más allá de la adolescencia. Las mujeres casadas en la adolescencia o antes luchan contra los problemas en su salud que les provoca quedar embarazada a una edad temprana y, a menudo, con poco espacio de tiempo entre hijos. Los matrimonios infantiles seguidos por el embarazo adolescente también aumentan significativamente las complicaciones del parto y el aislamiento social. En los países pobres, el embarazo temprano limita o incluso puede eliminar las opciones de educación de una mujer, lo que afecta su independencia económica. Las niñas en matrimonios infantiles tienen más probabilidades de sufrir violencia doméstica, abuso sexual infantil y violación conyugal.
Los matrimonios infantiles fueron comunes a lo largo de la historia por una variedad de razones, entre ellas la pobreza, la inseguridad y también por razones políticas y financieras. Hoy en día, el matrimonio infantil todavía está bastante extendido, particularmente en los países en vías de desarrollo, como partes de África, Asia del Sur, Sudeste Asiático, Asia Occidental, América Latina y Oceanía. Sin embargo, incluso en países desarrollados como los Estados Unidos, excepciones legales hacen que en 25 estados no tengan un requisito de edad mínima. La incidencia del matrimonio infantil ha ido disminuyendo en la mayor parte del mundo. Los países con las tasas más altas observadas de matrimonios infantiles menores de 18 años son Níger, Chad, Malí, Bangladés, Guinea y la República Centroafricana, con una tasa superior al 60% en 1998-2007. Níger, Chad, Bangladés, Mali y Etiopía fueron los países con tasas de matrimonio infantil superiores al 20% por debajo de los 15 años, según encuestas de 2003-2009.